# Ржидки, Ярослав
Ярослав Ржидки (чеш. Jaroslav Řídký; 25 августа 1897, Либерец — 14 августа 1956, Подебрады) — чехословацкий композитор, дирижёр и педагог.
Происходил из бедной семьи, а потому, не имея возможности получить профессиональное музыкальное образование, для занятий музыкой в 13 лет поступил в капеллу расквартированного в Йозефове пехотного полка. Затем сбежал оттуда, играл в небольших театральных труппах, был арестован как дезертир и провёл два года в заключении. Лишь в 1919 году поступил в Пражскую консерваторию, где учился под руководством Йозефа Богуслава Фёрстера и Ярослава Кржички. В 1924—1949 годы преподавал там же, одновременно в 1924—1938 годах был арфистом Чешского филармонического оркестра, в 1925—1930 гг. руководил также филармоническим хором.
В 1940-х годах преподавал в Пражской консерватории, среди его учеников был Ян Рыхлик.
Композитор написал семь симфоний, симфонетту, серенаду для струнных инструментов, концерт для скрипки, концерт для фортепиано и два концерта для виолончели; он — автор произведений камерной музыки, пьес для фортепиано, кантат и песен. Вершинные произведения Ржидки — написанные в самом конце жизни фортепианный концерт и седьмая симфония.